# Sluiting (bevestigingsmiddel)
Een sluiting is een universeel hulpstuk, dat veel in de tuigerij wordt gebruikt.
Het materiaal is meestal staal of roestvast staal, maar ook messing en brons komen voor. De afmetingen variëren van een centimeter voor een sluiting die voor de sier wordt gebruikt, tot bijna een meter voor het hijsen van een offshore platform.
De keuze van het materiaal en de afmetingen worden bepaald door het gebruik. Voor professioneel hijswerk moeten gekeurde sluitingen worden gebruikt, met identificatie en certificaat. 
Er zijn twee basisvormen:
- de D-sluiting
- de harpsluiting

In de watersport noemt men een harpsluiting ook wel een harpje. 

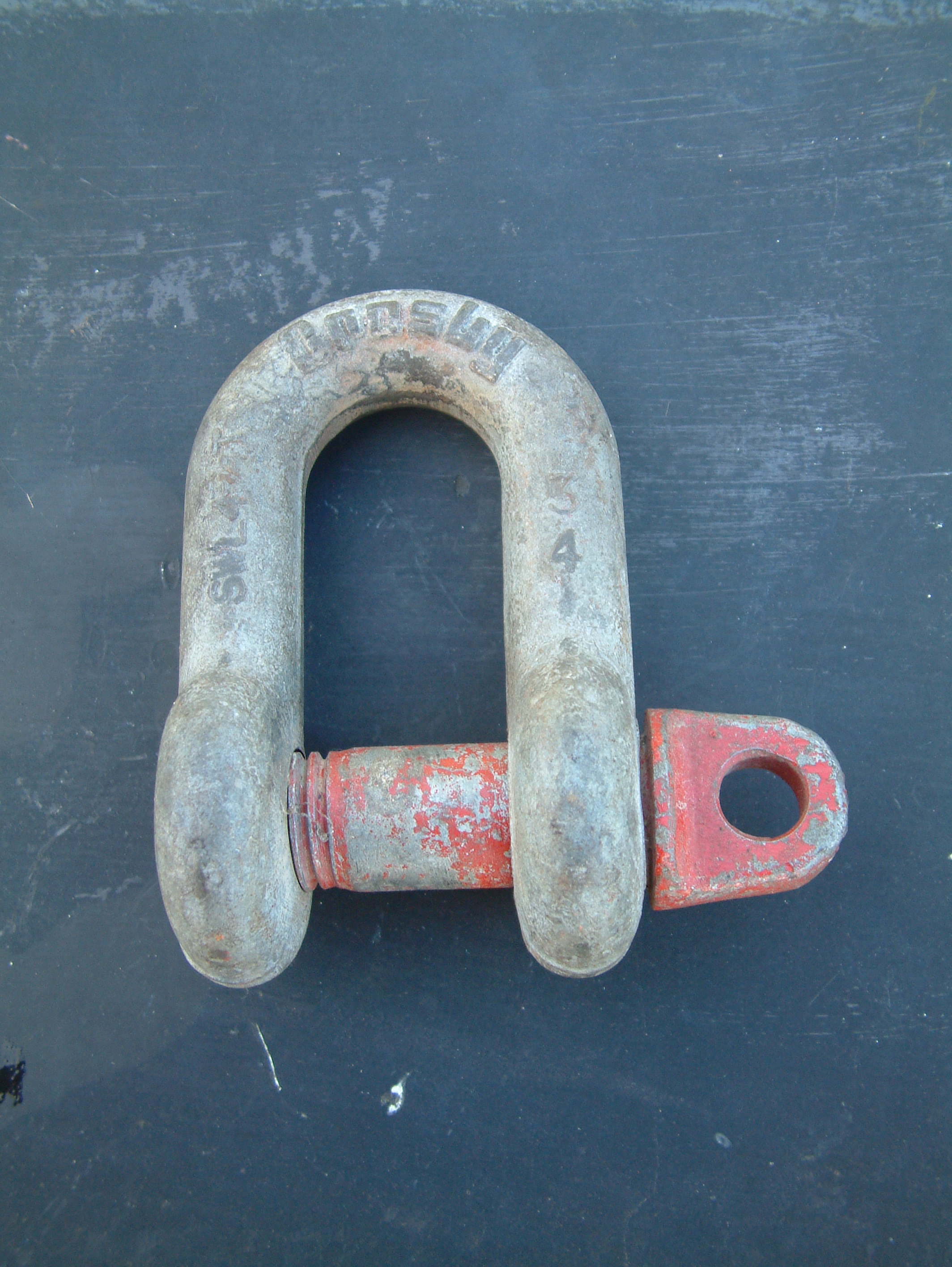
D-sluiting
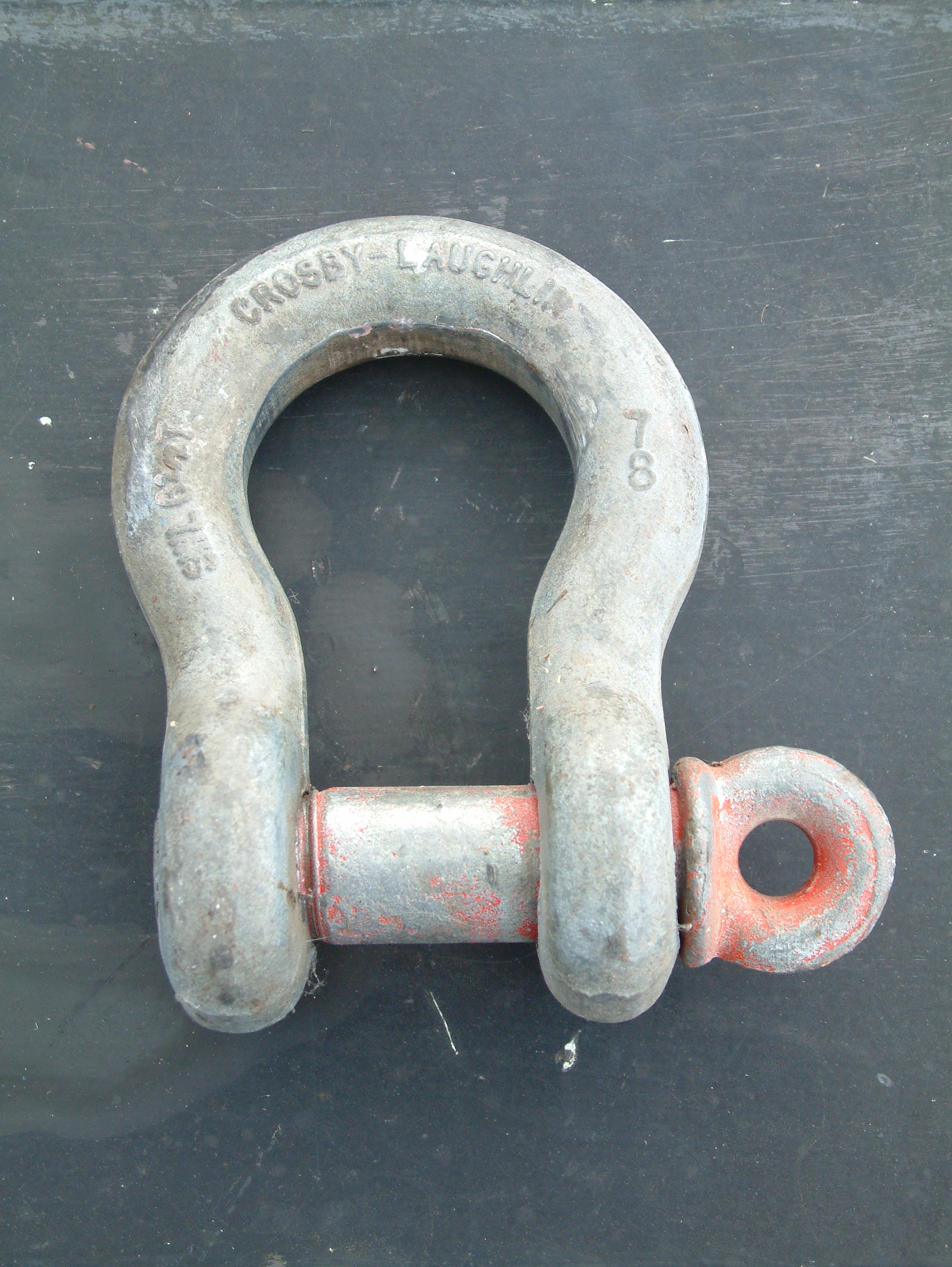
Harpsluiting
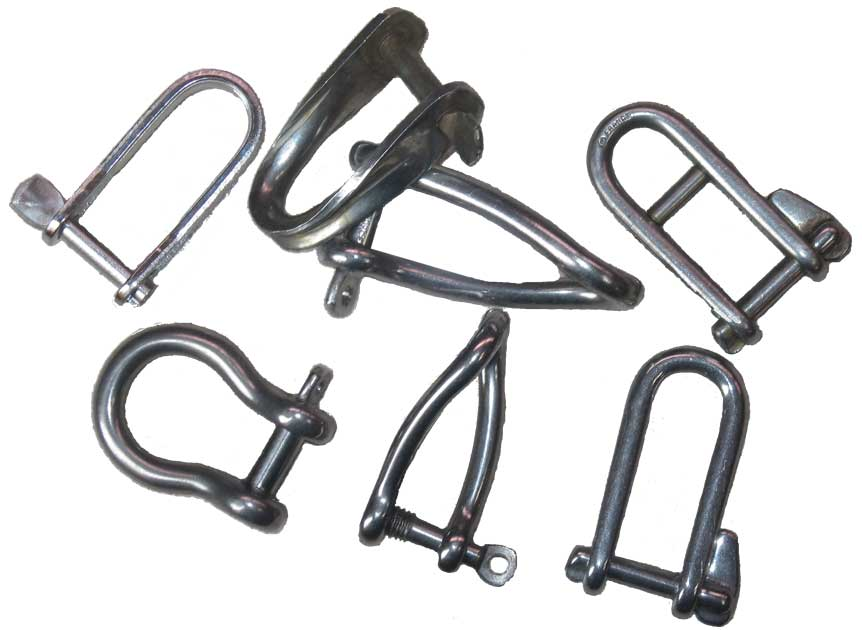
Varianten
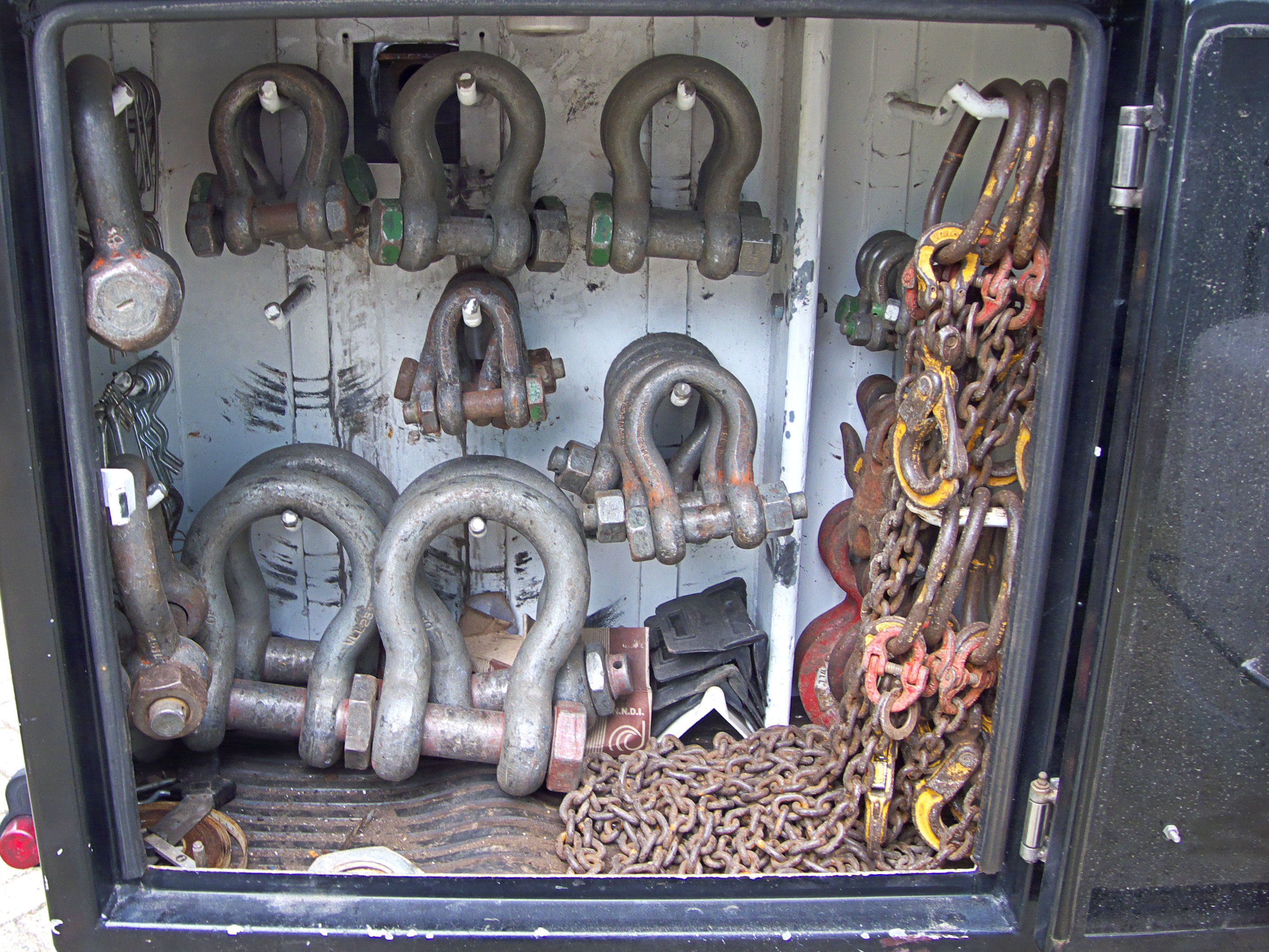
Harpsluitingen van een hijskraan
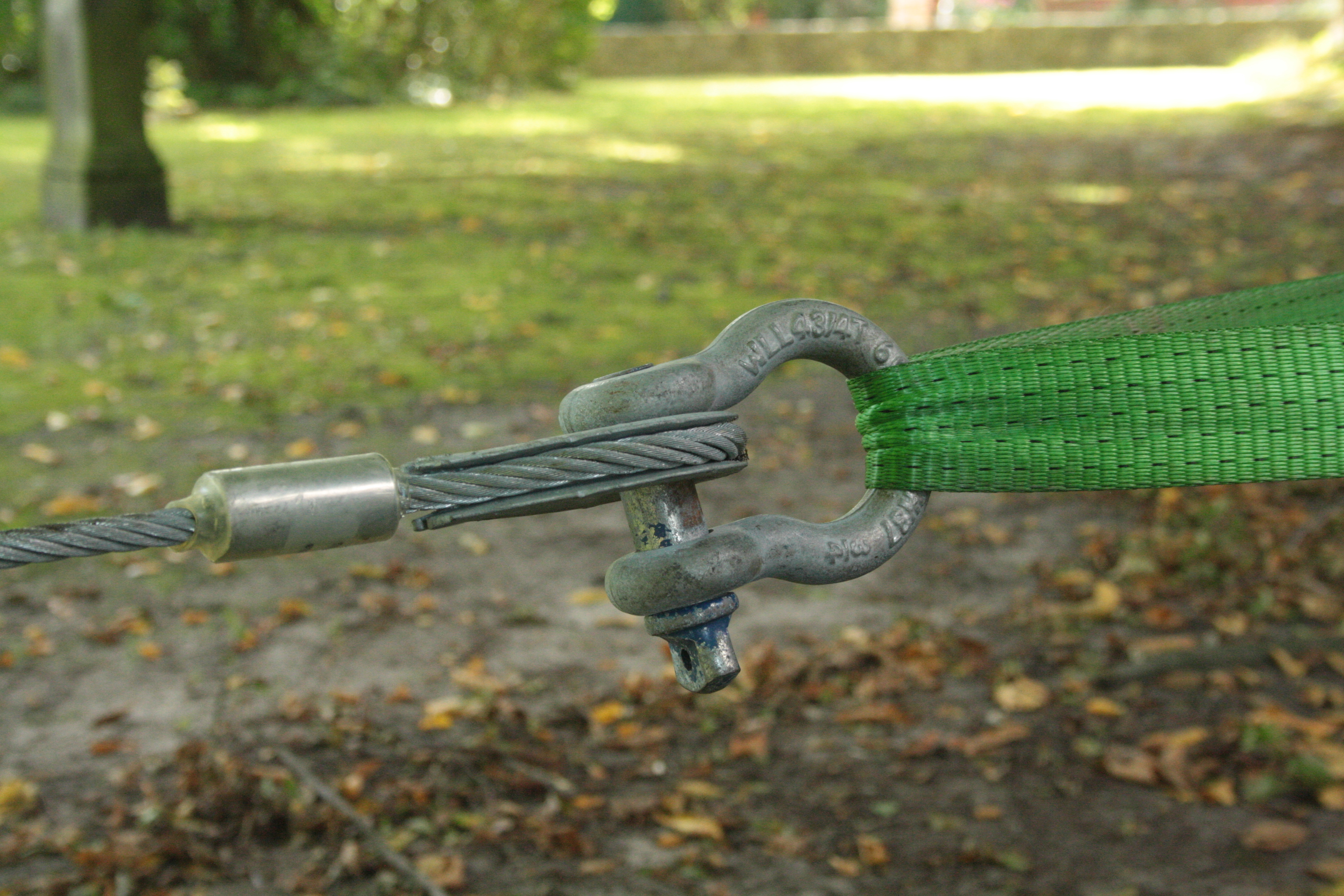
Een van de toepassingen